# ブレーメン通り商店街

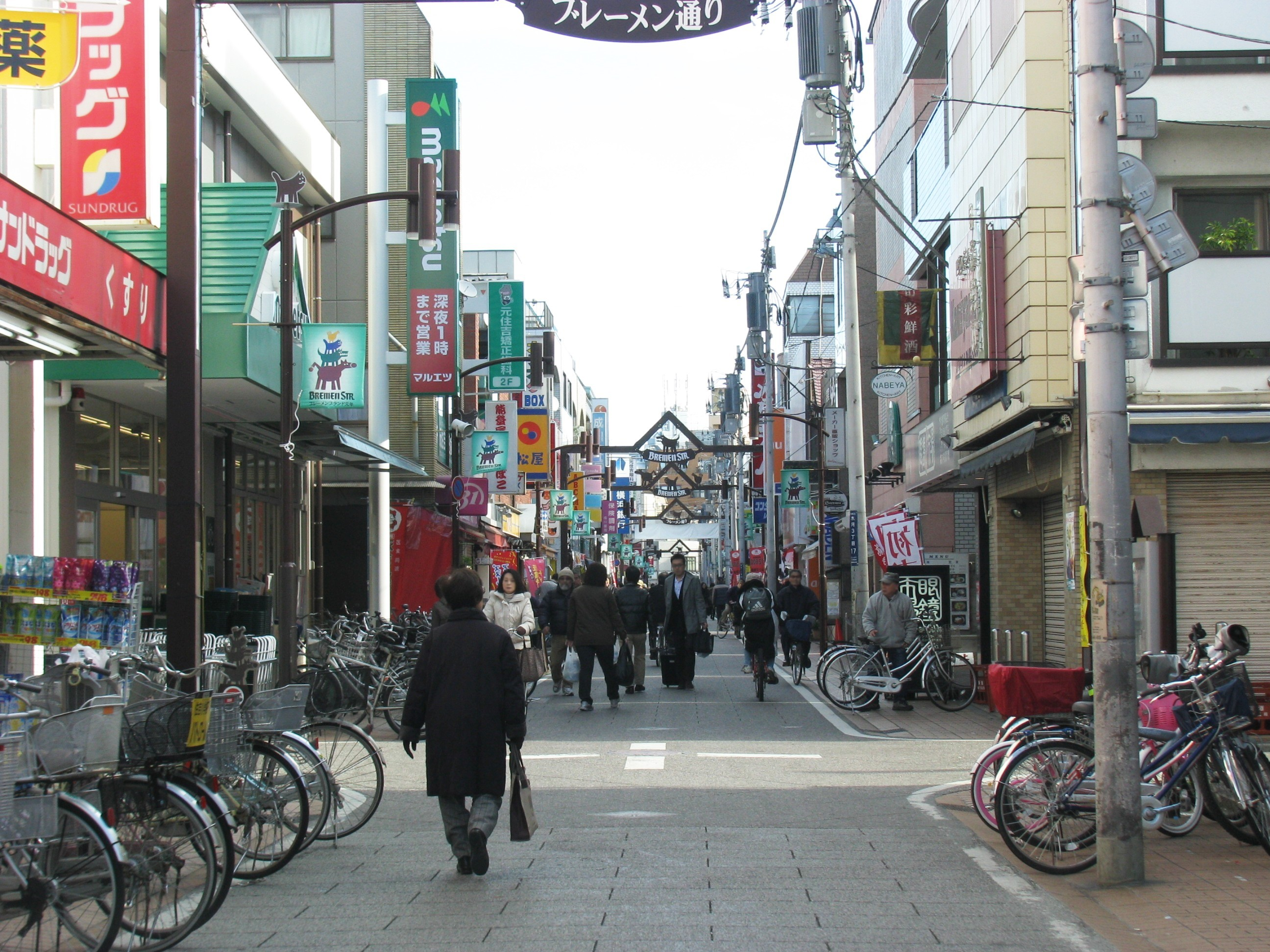
ブレーメン通り商店街（2011年1月2日）

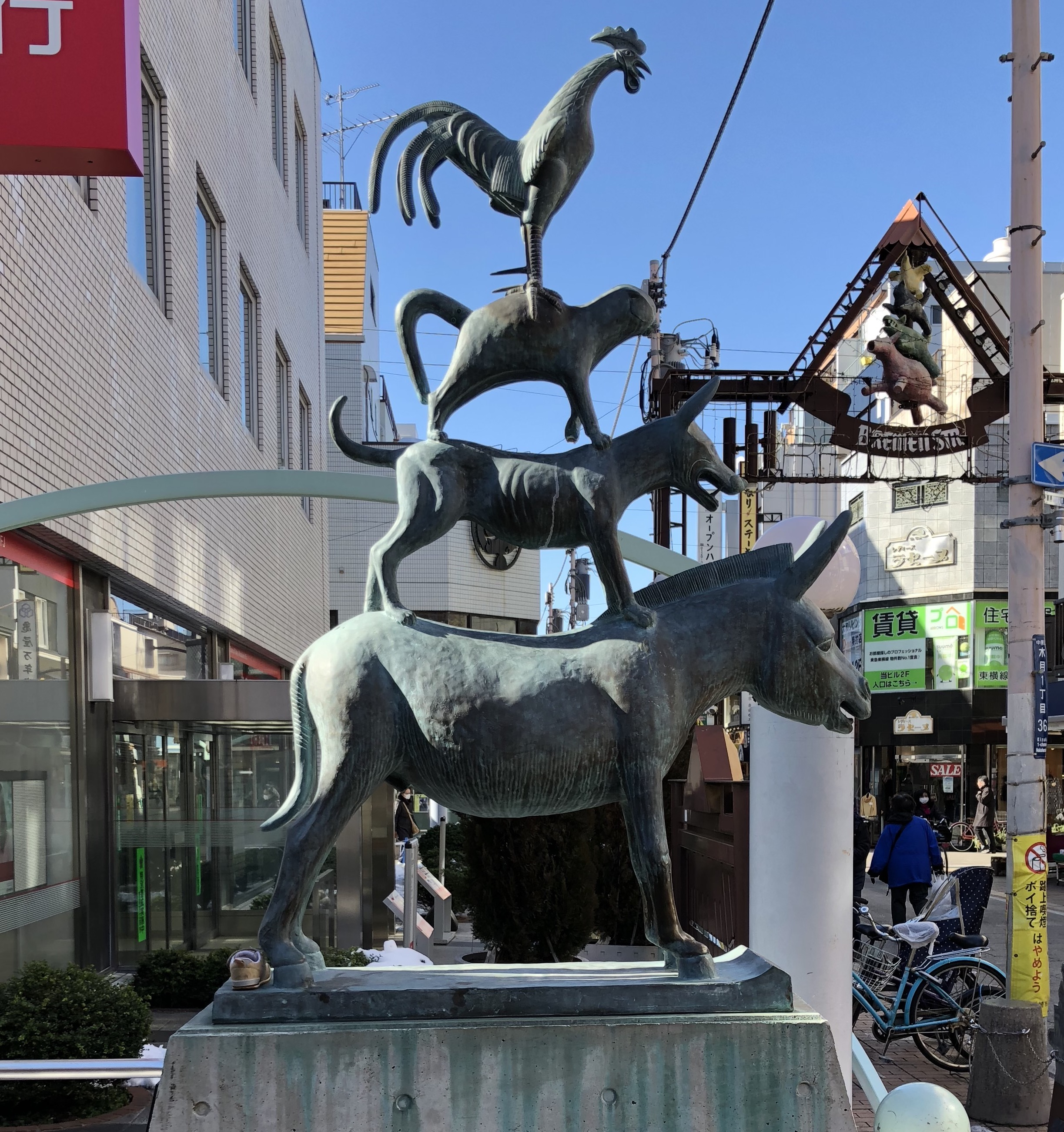
「ブレーメン音楽隊」像（2018年1月25日）

ブレーメン通り商店街（ブレーメンどおりしょうてんがい）とは、東急東横線・元住吉駅西口より出てすぐ始まる商店街。神奈川県川崎市中原区木月にある。
1990年（平成2年）10月に元住吉西口商店街から名称変更し「モトスミ・ブレーメン通り商店街振興組合」となった。これは「子供たちに親しまれるように」という願いを込めて「ブレーメンの音楽隊」から「ブレーメン」という名を使用したが、当初、ブレーメンは作品内に登場する架空の街だと思っていたという。
1991年（平成3年）3月には、ドイツ・ブレーメン市にある商店街ロイドパサージュとの友好提携に合意した。商店街の中ほどには、ロイドパサージュから友好の証として贈られた「ブレーメン音楽隊」像がある。
東急東横線の高架を挟んで反対側にはオズ通り商店街がある。

## バス路線（廃止）
かつては商店街が店を開く前の朝の川崎駅方面のみ川崎市交通局・川崎鶴見臨港バスのバスがブレーメン通りを経由して運行されていたが、綱島街道の工事に伴い、2011年（平成23年）5月14日をもって経路変更となった。
綱島街道の工事の進捗により、翌年の9月4日にはブレーメン通り経由の運行に戻すことも可能となり、10月15日には戻す予定であったが、ブレーメン通りが小学生などの通学路となっていることもあり、商店街近隣の住民などからの要望で、そのまま迂回運行を継続することとなった。
ブレーメン通り経由の便しか通らない井田中ノ町の住民や元住吉駅で乗り換える利用者などから反対があり、市民の声すら二分される状態となる中で、当初は所要時間を理由にブレーメン通り経由の復活を希望していた交通局も廃止に傾き、2014年2月20日に神奈川県生活交通確保対策地域協議会へ路線退出の意向を申し出るに至った（同時期に臨港バスも退出の申し出を行っている）。
木月一丁目バス停が迂回路から300m以上離れているため、廃止にあたっては地域協議会での協議が本来必要となるが、前述したような地域内での意見対立もあり、説明会の開催すら反対により行われないなど、状態は膠着していたが、かつて交通局側が運行再開希望の理由としてあげていた所要時間も、綱島街道の工事完了後は同水準となっていること、また元住吉駅の利用者が運行休止後の5年間で4000人増加するなど周辺住民が増加しており、所要時間や安全性が確保できなくなっていることを理由として、協議を待たずして2016年6月28日に廃止届出を行い、6ヶ月後の12月28日付けで廃止となった。臨港バスについてもブレーメン通り経由の路線は廃止とされた。

## メディア出演・掲載
- 2024年9月28日 出没!アド街ック天国 （テレビ東京）